# 326 Tamara
326 Tamara è un asteroide della fascia principale del diametro medio di circa 93 km. Scoperto nel 1892, presenta un'orbita caratterizzata da un semiasse maggiore pari a 2,3177121 UA e da un'eccentricità di 0,1905792, inclinata di 23,72273° rispetto all'eclittica.
Il suo nome è dedicato alla regina Tamara di Georgia, che regnò all'inizio del XIII secolo, divenendo una figura leggendaria della storia della Georgia.